# 안조역
안조역(일본어: 安城駅 안죠우에키[*])은 일본 아이치현 안조시에 있는 도카이 여객철도의 철도역이다.
원래는 미카와안조 역이 관리하는 업무 위탁역이었으나, 2008년 4월 1일 미카와안조 역이 신칸센 철도사업본부로 넘어가면서 직영역이 되었다.

## 역 구조
3면 4선 구조의 지상역이다. 가운데에 섬식 승강장이 있고, 양쪽으로 쌍단식 승강장이 1면씩 놓여 있는 구조로, 1번선이 대피선, 2·3번선이 본선으로 쓰이고 있다. 4번선은 쓰이지 않고 있다.
역사는 승강장 남쪽에 있으며, 승강장과는 구름다리로 이어져 있다. 이 구름다리는 북쪽 출구의 역할도 맡고 있다.

### 승강장
| 1·2 | ■ 도카이도 본선 | 나고야 · 오가키 방면     |
| 3   | ■ 도카이도 본선 | 오카자키 · 도요하시 방면 |

## 역세권 정보
- 안조시청사
- 나고야 철도 기타안조 역·미나미안조 역

## 역사
- 1891년 6월 16일 - 관설철도 (뒷날의 일본국유철도) 오카자키 역 ~ 가리야 역 사이에 신설 개업.
- 1987년 4월 1일 - 민영화에 따라 도카이 여객철도의 소속이 되었다.
- 2006년 11월 25일 - TOICA의 사용이 개시되었다.

## 인접역
| 도카이 여객철도 도카이도 본선 | 도카이 여객철도 도카이도 본선            | 도카이 여객철도 도카이도 본선 |
| ----------------------------- | ---------------------------------------- | ----------------------------- |
| 오카자키 도요하시 방면        | ■ 홈라이너·특별쾌속·신쾌속·쾌속·구간쾌속 | 가리야 나고야·오가키 방면     |
| 니시오카자키 도요하시 방면    | ■ 도카이도 본선                          | 미카와안조 나고야·오가키 방면 |